# 수학연보
수학연보(The Annals of Mathematics, (ISSN 0003-486X)), 혹은, 수학계에서는 일반적으로 애널즈로 불리는 수학연보는, 중요한 수학연구 결과를 출판하는 저널이다. 두달에 한번씩 발행되며, 현재는 프린스턴 대학교와 프린스턴 고등연구소에서 발행을 주관한다. 수학 관련 저널들 중에서, 세계에서 가장 수준이 높은 저널들 중의 하나이다.

## 역사
1874년 디 애널리스트(The Analyst)라는 이름으로 출판되기 시작한 것이 시초였으나, 1883년에 폐간되고, 1884년에 버지니아 대학교의 오르몬드 스톤(Ormond Stone)에 의해서 현재의 이름으로 바뀌면서 재창간되었다. 1899년에는 하버드 대학교로 발행인이 이관되었으며, 1911년에는 다시 프린스턴 대학교로 발행인이 이관되었다.
1928년부터 1958년 사이에 이 수학연보에는 중요한 일이 있었는데, 이때는 솔로몬 렙셰츠가 편집자로 있을 때였다. 이 당시, 수학의 학문의 중심은 미국이 아니라 여전히 독일, 프랑스, 영국을 위시한 유럽이었으나, 저 30년의 기간 동안 수학연보가 급속하게 명성을 얻어가기 시작하면서 많은 미국 수학자들을 자극하였고, 또한 이와 동시에 미국이 제2차 세계 대전이후 수학 최강국들 중의 하나로 자리매김하게 되었다. 수학연보는 그 과정에서 많은 역할을 했다.
1933년까지 프린스턴 대학교에서는 수학연보를 단독으로 출판하였으나, 이 해에 프린스턴 고등연구소가 개소하면서 두 기관이 사실상 공동으로 편집 발행을 하면서 현재에 이르고 있다. 1998년부터는 종래의 종이판 저널과 더불어 전자저널도 동시에 출판하고 있다. 그러나 1998년 이전의 수학연보 논문들도 JSTOR.ORG에서 스캐닝을 한 후 유료 서비스를 하여, 이 서비스를 구독하는 기관 학교 단체들은 쉽게 전자저널 형태로 볼 수도 있다.

## 편집진
2019년 7월 현재의 수학연보 편집자들은 다음과 같다.
- 찰스 페퍼먼, 프린스턴 대학교
- 데이비드 가바이(David Gabai), 프린스턴 대학교
- 니콜라스 카츠(Nicholas Katz), 프린스턴 대학교
- 세르규 클라이너만(Sergiu Klainerman), 프린스턴 대학교
- 페르난도 마르케스(Fernando Marques), 프린스턴 대학교
- 피터 사낙(Peter Sarnak), 프린스턴 고등연구소